# San Martín y Mudrián
San Martín y Mudrián är en kommun i Spanien.   Den ligger i provinsen Provincia de Segovia och regionen Kastilien och Leon, i den centrala delen av landet, 100 km nordväst om huvudstaden Madrid. Antalet invånare är 283. Arean är 42 kvadratkilometer.
Terrängen i San Martín y Mudrián är platt.